# Phosphor tricyanide
Phosphor tricyanide là một hợp chất vô cơ có công thức hóa học P(CN)3. Nó có thể được tạo ra bởi phản ứng của phosphor trichloride và trimethyl(iso)cyanosilan. Phản ứng của phosphor tribromide và bạc(I) cyanide trong diehtyl ether cũng có thể tạo ra phosphor tricyanide. Sự phân hủy nhiệt của nó có thể tạo ra pha C3N3P. Phosphor tricyanide phản ứng với Re(CO)5FBF3 tạo thành {P[CN-Re(CO)5]3}(BF4)3.